# Carlos Hugo Christensen

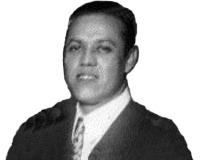
Carlos Hugo Christensen por volta da década de 1940

Carlos Hugo Christensen (Santiago del Estero, 15 de dezembro de 1914 — Rio de Janeiro, 30 de novembro de 1999) foi um cineasta argentino.

## Biografia
Criado em Buenos Aires, Christensen iniciou sua carreira no fim da década de 1930, na Rádio Splendid, e de lá foi trabalhar nos Estudios Cinematográficos Lumiton. 
Fez filmes no Peru, na Venezuela e no Chile. Chegou ao Brasil em 1945 para filmar El ángel desnudo. Nos anos seguintes, devido a desentendimentos políticos com o governo peronista, vem ao Brasil dirigir María Magdalena, na Bahia. Ao voltar à Argentina, se intensificaram seus desentendimentos com o Secretário de Imprensa e Difusão do governo Perón, Raúl Alejandro Apold. Em fevereiro de 1954, depois de avisado da ação da polícia política do governo, que iria invadir sua casa para prender toda a família, refugiou-se no Brasil, em São Paulo. 
Em 1956, retorna à Argentina após a queda do governo, onde trabalha no movimento de recuperação do cinema argentino. Mas os anos de conflito deixaram marcas em toda classe trabalhadora e o cinema não estaria livre disso. Foi intensa a luta de alguns profissionais para que as questões políticas e ideológicas não contaminassem os órgãos representativos do trabalho, mas foi uma luta inglória. Sem êxito em seu propósito, se radica em definitivo no Brasil. Realiza uma trilogia dedicada ao Rio de Janeiro dos anos 50 e 60, "Meus amores do Rio" (1957), "Esse Rio que eu amo" (1961) e "Crônica da cidade amada" (1965).
Produz três filmes em Minas Gerais, entre os quais "Viagem aos seios de Duília", baseado no conto de mesmo nome de Aníbal Machado.   
Em 1947, se casou com a atriz argentina Susana Freyre. É pai do economista Carlos Hugo Christensen e avô da atriz Paula Christensen, ambos argentinos.
Em 1979, transportou no Brasil o universo de Jorge Luiz Borges para o cinema com "A intrusa", rodado no pampa da cidade de Uruguaiana, no Rio Grande do Sul. 
Em 1999, lançou o livro de poesias "Poemas para os amigos", pela editora Francisco Alves. 
Seu último filme, "A casa de açúcar", baseado em conto da escritora argentina Silvina Ocampo, inacabado, permanece inédito. É a primeira co-produção oficial entre Brasil e Argentina e tem no elenco Andréa Muruci, Gracindo Júnior, Odilon Wagner, Oswaldo Louzada e Eduardo Moscóvis, com a estreia de Marcelo Antony no cinema. Da Argentina, os astros Ivo Cutzarida, Martha Bianchi, Roberto Carnaghi e a estreia da atriz Paula Christensen.

## Filmografia

Retrato sob a guarda do Arquivo Nacional (Brasil).

- A Casa de Açúcar (1996) — direção, produção e roteiro
- ¿Somos? (1982) — direção e roteiro
- A Intrusa (1979) — direção, produção e roteiro
- A Morte Transparente (1978) — direção, produção e roteiro
- Enigma para Demônios (1975) — direção, produção e roteiro
- A Mulher do Desejo (1975) — direção, produção e roteiro
- Caingangue, a Pontaria do Diabo (1973) — direção e roteiro
- Uma Pantera em Minha Cama (1971) — direção, produção e roteiro
- Anjos e Demônios (1970) — direção, produção e roteiro
- Como Matar um Playboy (1968) — direção e roteiro
- O Menino e o Vento (1967) — direção, produção e roteiro
- Bossa Nova (curta-metragem) (1964) — direção e roteiro
- Crônica da Cidade Amada (1964) — direção, produção e roteiro
- Viagem aos Seios de Duília (1964) — direção, produção e roteiro
- O Rei Pelé (1962) — direção e roteiro
- Amor para Três (1960) — direção, produção e roteiro
- Esse Rio que Eu Amo (1960) — direção, co-produção e roteiro
- Meus Amores no Rio (1959) — direção, produção e roteiro
- Matemática Zero, Amor Dez (1958) — direção, produção e roteiro
- Leonora dos Sete Mares (1955) — direção e roteiro
- Mãos Sangrentas (1955) — direção e roteiro
- María Magdalena (1954) — direção e roteiro
- Un Ángel sin Pudor (1953) — direção e roteiro
- Armiño Negro (1953) — direção e roteiro
- No Abras Nunca esa Puerta (1952) — direção e roteiro
- Si Muero Antes de Despertar (1952) — direção e roteiro
- El demonio es un ángel (1950) — direção e roteiro
- La Trampa (1949) — direção e roteiro
- La Balandra Isabel Llegó esta Tarde (1949) — direção e roteiro
- ¿Por Qué Mintió la Cigüeña? (1949) — direção e roteiro
- La Muerte Camina en la Lluvia (1948) — direção e roteiro
- Los Pulpos (1948) — direção e roteiro
- Una Atrevida Aventurita (1948) — direção e roteiro
- Con el Diablo en el Cuerpo (1947) — direção e roteiro
- Los Verdes Paraísos (1947) — direção e roteiro
- El Ángel Desnudo (1946) — direção e roteiro
- Adán y la Serpiente (1946) — direção e roteiro
- Dama de la Muerte (1946) — direção e roteiro
- La Señora de Pérez se Divorcia (1945) — direção e roteiro
- El Canto del Cisne (1945) — direção e roteiro
- Las Seis Suegras de Barba Azul (1945) — direção e roteiro
- La Pequeña Señora de Pérez (1944) — direção e roteiro
- Dieciséis Años (1943) — direção e roteiro
- Safo, Historia de una Pasión (1943) — direção e roteiro
- Los Chicos Crecen (1942) — direção e roteiro
- Noche de Bodas (1942) — direção e roteiro
- Locos de Verano (1942) — direção e roteiro
- La Novia de Primavera (1942) — direção e roteiro
- Águila Blanca (1941) — direção e roteiro
- El Inglés de los Güesos (1940) — direção e roteiro
- El Buque Embotellado (1939) — direção, produção e roteiro